# Арконте, Таирик
Таири́к Арконте́ (фр. Taïryk Arconte; род. 12 ноября 2003, Лез-Абим, Гваделупа) — гваделупский футболист, полузащитник клуба «По» и национальной сборной Гваделупы.

## Клубная карьера
Учился футболу на родной Гваделупе в клубах «Ламентинуа», «Мульен» и «Бе-Мао», после чего присоединился к французскому «Аяччо». 3 апреля 2021 года дебютировал в основном составе «Аяччо» в матче французской Лиги 2 против «Валансьена» (3:0), выйдя на замену на 90 минуте вместо Микаэля Баррето. А уже 10 апреля, в своем следующем матче, забил свой первый гол на профессиональном уровне в игре против «Гавра» (1:1).

## Карьера в сборной
Выступал за юношескую сборную Франции до 19 лет, с которой участвовал в юношеском чемпионате Европы 2022 года, забив на турнире 1 гол и дойдя с командой в полуфинал.